# Kallgräs
Kallgräs (Scheuchzeria palustris) är en art i kallgrässläktet. Denna artikel handlar bara om arten kallgräs.
Kallgräset växer vanligen i de våtare, näringsfattiga delarna av myrmarker. 
Namnet kallgräs har också använts om arterna kärrspira och älggräs.

## Föråldrade termer
- Förr skiljde man inte mellan gräs och örter. Även örter kallades då gräs.
- Kall jord betydde förr att växtplatsen var fuktig.